# Manus (romersk rätt)

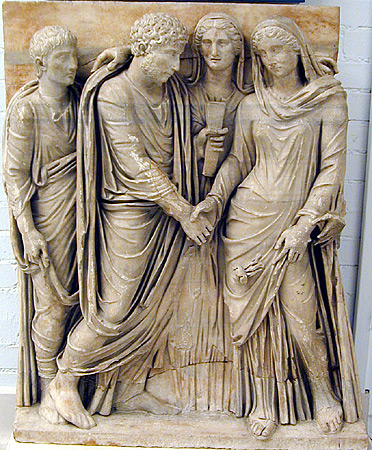
En romersk staty som förestället en vigsel. Notera hur brudparet tar varandras händer, manus.

Manus (latin för 'hand') var ett begrepp inom äktenskapslagarna i den romerska rätten. Ordet 'hand' (manus) användes i överförd bemärkelse för att beteckna maktförhållandet i ett slags äktenskap (cum manu, 'med hand', strängt äktenskap), till skillnad från äktenskap med fria kvinnor (sine manu, 'utan hand') i fria äktenskap. 
Tidigast torde uttrycket manus i denna bemärkelse använts för att beteckna den makt och myndighet i alla riktningar som tillkom den romerske husfadern över alla och allt som familia i vidsträckt mening innefattade. Men i den något senare rätten nyttjades uttrycket för att ange hans myndighet särskilt över hustrun i det s.k. stränga äktenskapet. Denna husfaderns myndighet över hustrun var till beskaffenhet och omfattning inte väsentligen skild från den som tillkom honom över barnen, patria potestas och innebar en ursprungligen oinskränkt makt såväl i personligt som i förmögenhetsrättsligt avseende. Hustrun i det stränga äktenskapet sades därför också inta en dotters ställning (vara filice loco). 
I enlighet därmed hade hustrun också vid mannens död jämte sina barn arvsrätt efter honom. Hustruns ingående i det stränga äktenskapet betecknades med uttrycket in manum conventio. 
Men jämte detta stränga äktenskap med manus förekommer redan från äldre tider det s. k. fria äktenskapet (sine manus), i vilket hustrun inte ingick i sin mans familia, utan fortfor att vara i egen rätt (sui juris), om hon var det vid äktenskapets ingående, och att stå under samma potestas som förut (sin far), om hon vid äktenskapets ingående var filia familias (tillhört en familj). 